# Doljevac
Doljevac (cyr. Дољевац) – wieś w Serbii, w okręgu niszawskim, siedziba gminy Doljevac. W 2011 roku liczyła 1657 mieszkańców.